# William Kaelin Jr.
William "Bill" G. Kaelin Jr. (sinh  ngày 23 tháng 11 năm 1957) là một nhà khoa học, bác sĩ, giáo sư y khoa tại Đại học Harvard và Viện Ung thư Dana-Farber. Phòng thí nghiệm của ông nghiên cứu các protein ức chế khối u. Ông là người nhận giải thưởng Lasker cho Nghiên cứu Y học Cơ bản năm 2016. Ông cũng đã giành được Giải thưởng Khoa học Ung thư ASCO năm 2016 và Giải thưởng Công chúa Takaha năm 2016 của AACR. Năm 2019, ông được trao giải Nobel Sinh lý và Y khoa cùng với Peter J. Ratcliffe và Gregg L. Semenza.

## Cuộc đời và Học vấn
Kaelin sinh tại thành phố New York vào ngày 23 tháng 11 năm 1957. Ông tốt nghiệp Cử nhân ngành Toán học và Hóa học Đại học Duke, và tiếp tục tại ngôi trường này cho đến năm 1982 sau khi tốt nghiệp với tấm bằng Tiến sỹ y khoa. Ông hoàn tất thực tập nội trú (tiếng Anh: residency) ngành nội khoa tại Đại học Johns Hopkins và thực tập chuyên khoa (tiếng Anh: fellowship) tại Viện Ung thư Dana-Farber (DFCI). Mặc dù ở Đại học Kaelin tự nhận thấy rằng nghiên cứu không phải là thế mạnh của ông, nhưng khi làm việc trong phòng thí nghiệm với David Livingston tại DFCI, ông đã gặt hái được thành công trong việc nghiên cứu về gen gây nên u nguyên bào võng mạc. Năm 1992, ông có cho mình một phòng thí nghiệm riêng tại DFCI và chuyên nghiên cứu về các loại bệnh gây ra do ung thư di truyền như Hội chứng von Hippel-Lindau. Năm 2002, Kaelin trở thành giáo sư tại Đại học Y khoa Havard.

## Sự nghiệp
Ông trở thành trợ lý giám đốc khoa học cơ bản tại Trung tâm ung thư Dana-Farber / Harvard vào năm 2008. Nghiên cứu của ông tại Dana-Farber đã tập trung vào việc tìm hiểu sự ảnh hưởng của đột biến gen ức chế khối u trong sự phát triển ung thư. Phần lớn các công trình khoa học của ông xoay quanh u nguyên bào võng mạc, Hội chứng von Hippel-Lindau, và các gen ức chế khối u tạo nên protein ức chế p53.
Công trình của ông đã được Viện Y tế Quốc gia, Hiệp hội Ung thư Hoa Kỳ, Quỹ từ thiện Doris Duke và các tổ chức khác tài trợ.
Kaelin là Phó Chủ tịch của Chương Petrình Khoa học thuộc Tổ chức Nghiên cứu Ung thư Damon Runyon, và cũng là thành viên ban giám đốc và là chủ tịch ủy ban tuyển chọn và trao thưởng cho các nhà khoa học và bác sĩ được đào tạo tại tổ chức này. Ngoài ra, ông còn là thành viên ban giám đốc của công ty dược Eli Lilly và là thành viên của ủy ban tư vấn khoa học của chương trình từ thiện Stand up to Cancer.

## Nghiên cứu
Sau khi hoàn thành chương trình sau Tiến sĩ, Kaelin bắt tay xắp đặt phòng thí nghiệm riêng của mình tại Dana-Farber năm 1993 để tiếp tục nghiên cứu về ức chế khối u. Dần dần, ông bắt đầu hứng thú với việc nghiên cứu Hội chứng von Hippel-Lindau (VHL). Các khối u do bệnh VHL phát triểu do đột biến gen di truyền và thường được biết đến với việc tạo mạch máu để cơ thể tiết ra erythropoietin (EPO), một loại hormon đóng vài trò quan trọng giúp cơ thể phản ứng với môi trường thiếu hoặc ít oxy trong máu. Từ đây, Kaelin lập nên giả thuyết rằng có một sự liên kết giữa sự hình thành các khối u do VHL và sự suy yếu của cơ chế giúp phát hiện thay đổi oxy trong cơ thể. Nghiên cứu của Kaelin cho thấy rằng, trong những bệnh nhân bị VHL, có sự biểu hiện gen giúp hình thành nên các protein thiết yếu cho việc sản xuất EPO trong cơ thể, tuy nhiên quá trình này đã bị ức chế do gen đột biến. Công trình của Kaelin cũng có sự tương đồng với 2 nhà khoa học khác là Peter J. Ratcliffe và Gregg L. Semenza khi họ đã phát hiện ra một loại protein gồm 2 phần mang tên HIF - một yếu tố cần thiết trong việc sản xuất EPO và chỉ hoạt động khi có sự thay đổi nồng độ oxy trong cơ thể. Nghiên cứu của Kaelin cũng cho thấy rằng một số protein của bệnh nhân VHL điều tiết lượng protein HIF trong cơ thể khi trong những đối tượng thí nghiệm mà không mắc VHL, protein HIF sẽ sản xuất dư chất EPO và dẫn đến ung thư. Công trình nghiên cứu của cả Kaelin, Ratcliffe, và Semenza đã giúp xác định cơ chế các tế bào phát hiện và phản ứng với từng mức độ oxy khác nhau trong cơ thể và đã giúp phát triển nhiều loại thuốc khác nhau cho bệnh nhân bị thiếu máu hoặc suy thận.

## Đời tư
Kaelin kết hôn với Carolyn Kaelin (Scerbo), một bác sĩ giải phẫu ung thư vú, vào năm 1988. Cả hai sống với nhau cho đến khi Carolyn qua đời do u nguyên bào thần kinh đệm vào năm 2015. Vợ chồng Kaelin có với nhau 2 người con.